# Münchwilen (Argowia)
Münchwilen – gmina w Szwajcarii, w kantonie Argowia, w okręgu Laufenburg. Leży w regionie Fricktal. Liczy 911 mieszkańców (31 grudnia 2016).